# 黎憲
黎憲（？—？），是越南后黎朝时期的宗室，黎昭宗黎椅的儿子，黎莊宗黎寧的弟弟，和哥哥一起复辟后黎朝。1533年，黎莊宗被莫登庸所攻，逃离清華到占城。后黎朝的大臣立黎憲为帝，年号光照。1537年，黎寧回国，黎憲退位，然而，越南史料並未記載此事。